# Octostruma
Octostruma é um gênero de insetos, pertencente a família Formicidae.

## Espécies
- Octostruma amrishi (Makhan, 2007)
- Octostruma ascrobicula Longino, 2013
- Octostruma ascrobis Longino, 2013
- Octostruma balzani (Emery, 1894)
- Octostruma batesi (Emery, 1894)
- Octostruma betschi Perrault, 1988
- Octostruma convallis Longino, 2013
- Octostruma convallisur Longino, 2013
- Octostruma cyrtinotum Longino, 2013
- Octostruma excertirugis Longino, 2013
- Octostruma gymnogon Longino, 2013
- Octostruma gymnosoma Longino, 2013
- Octostruma iheringi (Emery, 1888)
- Octostruma impressa Palacio, 1997
- Octostruma inca Brown & Kempf, 1960
- Octostruma leptoceps Longino, 2013
- Octostruma limbifrons Longino, 2013
- Octostruma lutzi (Wheeler, 1913)
- Octostruma megabalzani Longino, 2013
- Octostruma montanis Longino, 2013
- Octostruma obtusidens Longino, 2013
- Octostruma onorei (Baroni Urbani & De Andrade, 2007)
- Octostruma petiolata (Mayr, 1887)
- Octostruma pexidorsum Longino, 2013
- Octostruma planities Longino, 2013
- Octostruma rugifera (Mayr, 1887)
- Octostruma rugiferoides Brown & Kempf, 1960
- Octostruma schusteri Longino, 2013
- Octostruma stenognatha Brown & Kempf, 1960
- Octostruma stenoscapa Palacio, 1997
- Octostruma triangulabrum Longino, 2013
- Octostruma triquetrilabrum Longino, 2013
- Octostruma trithrix Longino, 2013
- Octostruma wheeleri (Mann, 1922)